# Hamilton Paul Traub
Hamilton Paul Traub, född den 18 juni 1890 i Crozier, Iowa, död den 14 juli 1983 i San Diego, Kalifornien, var en amerikansk botaniker specialiserad på amaryllisväxter.
Auktorsnamnet Traub kan användas för Hamilton Paul Traub i samband med ett vetenskapligt namn inom botaniken; se Wikipediaartiklar som länkar till auktorsnamnet.